# Jetakwanger
Jetakwanger is een bestuurslaag in het regentschap Blora van de provincie Midden-Java, Indonesië. Jetakwanger telt 1477 inwoners (volkstelling 2010).